# Biblia Koshodō no Jiken Techō
Biblia Koshodō no Jiken Techō (ビブリア古書堂の事件手帖, Biburia Koshodō no Jiken Techō) é uma telenovela japonesa exibida pela Fuji Television nas noites de segunda às 21:00 horas entre 14 de janeiro e 25 de março de 2013. Foi baseada na light novel homónima de En Mikami, também adaptada em manga na revista Altima Ace, sendo depois movida para a Monthly Asuka. Nos países lusófonos a série foi transmitida pela Crunchyroll.

## Sinopse
A história foca numa livraria antiquária numa isolada esquina de Kamakura, antiga capital do Japão, chamada Livraria Antiquária Bíblia. A dona da loja é Shinokawa Shioriko, uma jovem e linda mulher que é excessivamente tímida e que acha difícil conversar com alguém ao encontrá-lo pela primeira vez. Por outro lado, seu conhecimento abundante sobre livros antigos é inigualável. Quando ela fala sobre livros antigos, a paixão supera a timidez e ela se torna a mais eloquente contadora de histórias. Shioriko é sua guia para desvendar os segredos e mistérios de livros antigos através do seu vasto conhecimento sobre o assunto e seus afiados olhos observadores.

## Elenco
- Ayame Goriki como Shinokawa Shioriko
- Akira como Goura Daisuke
  - Ryu Hashizume como Goura Daisuke (jovem)
- Kei Tanaka como Kasai Kikuya
- Kosuke Suzuki como Fujinami Akio
- Hiromi Kitagawa como Yokota Natsumi
- Jesse Lewis como Shinokawa Fumiya
- Elina Mizuno como Kosuga Nao
- Reina Triendl como Sasaki Aya
- Risa Naito como Hashimoto Sayaka
- Narumi Yasuda como Shinokawa Chieko
- Keiko Matsuzaka como Goura Eri
- Katsumi Takahashi como Shida Hajime